# Gángó Gábor
Gángó Gábor (Székesfehérvár, 1966. április 2. –) magyar irodalomtörténész, filozófus.

## Élete
1985-1991 között az ELTE BTK hallgatója volt.
1991-1997 között a Magyar Tudományos Akadémia Irodalomtudományi Intézetében volt ösztöndíjas, majd tudományos segédmunkatárs. 1997-2002 között a József Attila Tudományegyetem Bölcsészettudományi Kar filozófia tanszékén adjunktusként dolgozott. 2002-ben habilitált a Debreceni Egyetemen. 2004 óta a Magyar Tudományos Akadémia Filozófiai Kutatóintézetének tudományos főmunkatársa.
Kutatási területe az újkori magyar politikai eszmetörténet, valamint Közép-Európa, kiváltképpen a Habsburg-birodalom kulturális és politikai hagyományai. Eötvös József történelmi és állami bölcseleti műveinek kritikai kiadását gondozza.

## Művei
- Eötvös József könyvtára (1995)
- Eötvös József az emigrációban (1999)
- Eötvös József uralkodó eszméi (2006)
- A kincset csak fáradsággal hozhatjuk napvilágra. Tanulmánykötet báró Eötvös József születésének 200. évfordulójára; szerk. Gángó Gábor; ELTE Eötvös József Collegium, Bp., 2013

## Hang és kép
- Előadása a Mindentudás Egyetemén: Mi a nemzet? 2003. március 17.

## Díjai, kitüntetései
- Akadémiai Ifjúsági Díj (1996)
- Az irodalomtudományok kandidátusa (1997)